# NGC 937
NGC 937 је спирална галаксија у сазвежђу Андромеда која се налази на NGC листи објеката дубоког неба.
Деклинација објекта је + 42° 14' 59" а ректасцензија 2h 29m 28,1s. Привидна величина (магнитуда) објекта NGC 937 износи 14,2 а фотографска магнитуда 14,9. NGC 937 је још познат и под ознакама UGC 1961, MCG 7-6-24, CGCG 539-32, PGC 9480.